# Други устанак робова
Други устанак робова био је неуспешна побуна робова која се десила између 104. и 100. п. н. е. на Сицилији у доба Римске републике.
Конзул Гај Марије је регрутовао људе у Цисалпској Галији за рат у Кимбрији. Затражио је помоћ од Никомеда, краља Битиније. Додатне трупе међутим нису биле обезбеђене због оптужбе да су римски сакупљачи пореза претварали у робове слободне људе који нису могли да плате. Марије је објавио декрет по коме сви савезнички слободњаци морају бити пуштени на слободу ако су се налазили у римском ропству.
Око 800 робова је било пуштено са Сицилије. Ти робови су међутим подбунили друге и наговорили их да напусте своје господаре и ослободе се. Устанак је избио кад је гувернер наредио да се врате. Роб по имену Салвије следио је стопе Евнуса, те је био изабран за вођу овог устанка. Узео је има Трифон, по Диодосу Трифону, селеукидском владару.
Трифонова војска је бројала хиљаде извежбаних и добро опремљених робова и подразумевала је 2.000 коњаника и 20.000 пешака. Римски конзул Маније Аквилије успео је да угуши устанак након великог напора. То је био други у серији устанака робова у Римској републици.